# Furie (Star Trek: Seria originală)
Furie (Amok Time) este primul episod din sezonul secund al Star Trek: Seria originală, a avut premiera la 15 septembrie 1967.
Fanul Star Trek Ed Roberts a inventat primul calculator personal pentru acasă, Altair 8800, numit după sistemul solar Altair (Altair 6) care apare în acest episod.  Acest lucru a făcut ca Bill Gates să scrie un limbaj de programare BASIC pentru Altair și să fondeze Microsoft.

## Prezentare
Kirk încalcă ordinele Flotei Stelare pentru a-l duce pe Dl. Spock acasă pe planeta Vulcan pentru a se căsători, dar se vede forțat să ia parte la un duel cu ofițerul său secund pentru posesia miresei.